# Corning (Missouri)
Corning és una població dels Estats Units a l'estat de Missouri. Segons el cens del 2000 tenia 21 habitants.

## Demografia
Segons el cens del 2000, Corning tenia 21 habitants, 10 habitatges, i 6 famílies. La densitat de població era de 73,7 habitants per km².
Dels 10 habitatges en un 40% hi vivien nens de menys de 18 anys, en un 60% hi vivien parelles casades, en un 0% dones solteres, i en un 40% no eren unitats familiars. En el 40% dels habitatges hi vivien persones soles el 10% de les quals corresponia a persones de 65 anys o més que vivien soles. El nombre mitjà de persones vivint en cada habitatge era de 2,1 i el nombre mitjà de persones que vivien en cada família era de 2,83.
Per edats la població es repartia de la següent manera: un 23,8% tenia menys de 18 anys, un 9,5% entre 18 i 24, un 33,3% entre 25 i 44, un 23,8% de 45 a 60 i un 9,5% 65 anys o més.
L'edat mediana era de 39 anys. Per cada 100 dones de 18 o més anys hi havia 100 homes.
La renda mediana per habitatge era de 23.750 $ i la renda mediana per família de 30.000 $. Els homes tenien una renda mediana de 23.750 $ mentre que les dones 14.583 $. La renda per capita de la població era de 10.132 $. Entorn del 25% de les famílies i el 24% de la població estaven per davall del llindar de pobresa.

## Poblacions més properes
El següent diagrama mostra les poblacions més properes.